# Palazzo Tufarelli
El Palazzo Tufarelli es un palacio monumental situado en Spaccanapoli, en pleno centro histórico de Nápoles, Italia.

## Historia

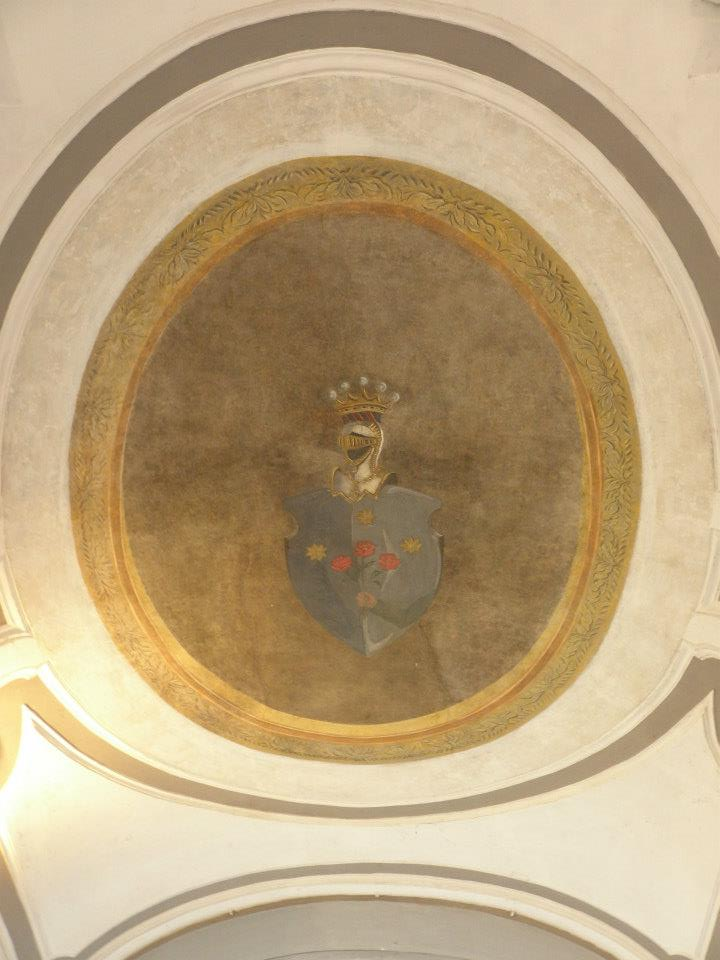
Escudo de la familia Tufarelli, pintada en la bóveda del vestíbulo.

Originalmente el área del palacio, muy probablemente, formaba parte de las propiedades de la República de Venecia en la ciudad de Nápoles (Palazzo Venezia). El edificio fue reconstruido en el siglo XVI en el estilo renacentista napolitano por voluntad de los condes de Tufarelli, que ya poseían una villa en la cercana San Giorgio a Cremano (la antigua Villa Avallone). Mediante otras transferencias de terrenos por parte de los venecianos en el siglo XVIII, hubo una reforma arquitectónica del entero palacio, atribuido a Nicola Tagliacozzi Canale: de hecho, se remontan a ese período la escalera, un segundo patio y las decoraciones de estuco.
A través de un vestíbulo decorado con estucos, cuya bóveda alberga una pintura del escudo familiar, se accede al palacio; en las paredes aún son visibles los anillos donde se ataban los caballos. En el patio se encuentra una valiosa escalera abierta del siglo XVIII; mediante un enlace, se accede al patio menor.